# Персульфат рубидия
Персульфат рубидия — неорганическое соединение, 
соль щелочного металла рубидия и пероксодисерной кислоты
с формулой Rb2S2O6(O2),
бесцветные кристаллы,
растворяется в воде.

## Получение
- Электролиз охлаждённого раствора сульфата рубидия в серной кислоте:

{\displaystyle {\mathsf {Rb_{2}SO_{4}+H_{2}SO_{4}\ {\xrightarrow {e^{-},0^{o}C}}\ Rb_{2}S_{2}O_{6}(O_{2})+H_{2}\uparrow }}}
- Обменная реакция с охлаждённым концентрированным раствором персульфата аммония:

{\displaystyle {\mathsf {Rb_{2}SO_{4}+(NH_{4})_{2}S_{2}O_{6}(O_{2})\ {\xrightarrow {0^{o}C}}\ Rb_{2}S_{2}O_{6}(O_{2})\downarrow +(NH_{4})_{2}SO_{4}}}}

## Физические свойства
Персульфат рубидия образует бесцветные кристаллы
моноклинной сингонии.
Кристаллы обладают сильным двойным двулучепреломлением.
Растворяется в воде.